# گویدو ترنتی
گویدو ترنتی (ایتالیایی: Guido Trenti؛ زادهٔ ۲۷ دسامبر ۱۹۷۲) دوچرخه‌سوار اهل ایتالیا است.